# Gewebe (Biologie)
Ein Gewebe oder Zellgewebe ist eine Ansammlung differenzierter Zellen einschließlich ihrer extrazellulären Matrix. Die Zellen eines Gewebes besitzen ähnliche Funktionen und erfüllen gemeinsam die Aufgaben des Gewebes. Alle Anteile der meisten Vielzeller lassen sich einem Gewebe zuordnen, bzw. sie sind von einem Gewebetyp produziert worden.
Mit dem Gewebeaufbau befasst sich die Histologie (Gewebelehre), bei krankhaften Veränderungen die Histopathologie. Die Gewebebildung wird als Histogenese bezeichnet. Einige Gewebe können nach Entnahme unter geeigneten Bedingungen extrakorporal eine begrenzte Zeit in Gewebekultur gehalten werden (z. B. pflanzliche Gewebekultur).

## Tierische Gewebearten
Bei allen Gewebetieren (dazu zählen nicht die gewebelosen vielzelligen Tiere wie die Schwämme) lassen sich vier Grundgewebearten unterscheiden:
- Epithelgewebe: Zellschichten, die alle inneren und äußeren Oberflächen bedecken. Es wird grob in Oberflächen- und Drüsenepithelien gegliedert.
- Binde- und Stützgewebe: Gewebe, das für strukturellen Zusammenhalt sorgt und Zwischenräume füllt (hierzu gehören auch Knochen, Knorpel und Fettgewebe) und im weitesten Sinne weitere spezialisierte Gewebe (Blut, freie Zellen) hervorbringt.
- Muskelgewebe: Zellen, die durch kontraktile Filamente auf aktive Bewegung spezialisiert sind.
- Nervengewebe: Zellen, aus denen Gehirn, Rückenmark und periphere Nerven aufgebaut sind.

Einige Autoren rechnen auch Gewebsflüssigkeit bzw. flüssige Gewebe wie das Blut und die Lymphe unter die Grundgewebearten, andere betrachten sie als besondere Gewebsform. Organe bestehen häufig aus dem eigentlichen Funktionsgewebe (Parenchym) und dem Zwischengewebe (Interstitium).

## Pflanzliche Gewebearten
Grundsätzlich sind bei Pflanzen zwei Gewebearten zu unterscheiden: 
- Bildungsgewebe: besteht aus teilungsfähigen undifferenzierten Zellen
- Dauergewebe: besteht aus differenzierten Zellen, die nicht mehr teilungsfähig sind

Die Dauergewebe der Pflanzen können eingeteilt werden in:
- Grundgewebe
  - Parenchym: In der Regel weisen die das Gewebe bildenden Zellen keine besondere anatomische Differenzierung auf. Parenchymzellen sind dünnwandige Zellen des Grundgewebes, die den Großteil von nichtholzartigen (krautigen) Pflanzenstrukturen ausmachen (obwohl in manchen Fällen ihre Zellwände verholzt sein können) und beispielsweise der Speicherung von Nährstoffen dienen.
- Festigungsgewebe
  - Kollenchym: Besteht aus lebenden Zellen mit nicht verholzten, dehnungsfähigen Zellwänden.
  - Sklerenchym: Besteht aus meist toten Zellen mit sekundär verdickten, meist verholzten (lignifizierten) Zellwänden.
- Abschlussgewebe
  - Epidermis: das primäre Abschlussgewebe von Sprossachse und Blättern bei höheren Pflanzen.
  - Periderm: das sekundäre Abschlussgewebe der Sprossachse und das tertiäre Abschlussgewebe der Wurzel.
- Leitgewebe
  - Xylem: Transport von Wasser und anorganischen Salzen
  - Phloem: Transport von Assimilatsaft

## Histologie
Als Begründer der Histologie gilt Marie François Xavier Bichat, der eine Vielzahl von Gewebetypen im menschlichen Körper entdeckte.
Das Untersuchen von fixierten und gefärbten Gewebeschnitten unter dem Lichtmikroskop ist die klassische Methode der Histologie. Elektronenmikroskopie, Fluoreszenzmikroskopie, Gefrierbruchtechniken und molekularbiologische Fortschritte haben die Kenntnisse über Aufbau und Funktion der Gewebe entscheidend beeinflusst und vorangetrieben.

## Rechtliche Relevanz

### Risikobeurteilung
Das Risiko bei Verwendung von Bestandteilen aus tierischen Geweben orientiert sich an der „Verletzbarkeit des menschlichen Körpers“. Es leitet sich davon ab, dass auch abgetötete Gewebe potentiell pathogene Erreger wie Keime, Viren oder Prionen enthalten können, unabhängig davon, ob solche Pathogene bekannt sind.

### Arzneimittel
Arzneimittel, deren Rohstoffe (Wirkstoffe oder Hilfsstoffe) aus tierischem Gewebe stammen, benötigen ein EDQM-Zertifikat (Europäisches Direktorat für die Qualität von Arzneimitteln) oder einen Rückspracheprozess mit der zuständigen Behörde über die Nutzen-Risiko Abwägung zum Einsatz eines solchen Rohstoffes.

### Medizinprodukte
Bei der Risikoklassifizierung von Medizinprodukten in die 4 Risikoklassen I, IIa, IIb oder III ist von Bedeutung, ob biologisches Material aus abgetötetem tierischem Gewebe stammt. Dies ist festgelegt in der Richtlinie 93/42/EWG über Medizinprodukte sowie in den Medizinproduktegesetzen Deutschlands und Österreichs.

„Alle Produkte, die unter Verwendung von abgetöteten tierischen Geweben oder Folgeerzeugnissen hergestellt wurden, werden der Klasse III zugeordnet, es sei denn, diese Produkte sind dazu bestimmt, nur mit unversehrter Haut in Berührung zu kommen.“

In diesem Sinne gelten Honig, Wolle und Milch nicht als tierische Gewebe, wohl aber beispielsweise Leder, Catgut oder Blut.
Die Normen „DIN EN ISO 22442-1, Tierische Gewebe und deren Derivate, die zur Herstellung von Medizinprodukten eingesetzt werden – Teil 1: Anwendung des Risikomanagements“, „DIN EN ISO 22442-2, Tierische Gewebe und deren Derivate, die zur Herstellung von Medizinprodukten eingesetzt werden – Teil 2: Kontrollen der Beschaffung, Materialgewinnung und Handhabung“ und „DIN EN ISO 22442-3, Tierische Gewebe und deren Derivate, die zur Herstellung von Medizinprodukten eingesetzt werden – Teil 3: Validierung der Eliminierung und/oder Inaktivierung von Viren und Erregern der übertragbaren spongiösen Enzephalopathie (TSE)“ geben Hinweise zum Umgang mit konkreten Risiken.